# Amyntas (Koroplast)
Amyntas (altgriechisch Ἀμύντας) war ein griechischer Koroplast, der am Ende des 1. Jahrhunderts v. Chr. und am Anfang des 1. Jahrhunderts n. Chr. in Myrina in Kleinasien tätig war.
Amyntas ist von Signaturen auf vier Tonstatuetten bekannt, drei davon zeigen drapierte Jünglinge und die vierte eine drapierte Frau. Zwei der Statuetten von Jünglingen befinden sich heute im Louvre in Paris, die dritte ist verschollen. Die Statuette der drapierten Frau befindet sich im Archäologischen Museum Izmir.